# 長谷川静夫
長谷川 静夫 (はせがわ しずお、1949年8月18日 - )は、日本の実業家。株式会社カンセキ代表取締役会長。

## 来歴
兵庫県出身。大阪経済大学経済学部卒業。1972年（昭和47年）に新日東化学に入社、1979年（昭和54年）にカンセキに入社。常務取締役開発本部長（1993年（平成5年））、副社長（2001年（平成13年））を経て、2007年（平成19年）に社長に就任した。2018年（平成30年）5月代表取締役会長となる。